# Loris (Carolina del Sud)
Loris és una població dels Estats Units a l'estat de Carolina del Sud. Segons el cens del 2000 tenia 2.079 habitants.

## Demografia
Segons el cens del 2000, Loris tenia 2.079 habitants, 819 habitatges i 546 famílies. La densitat de població era de 258,1 habitants/km².
Dels 819 habitatges en un 25,4% hi vivien nens de menys de 18 anys, en un 42,7% hi vivien parelles casades, en un 21,1% dones solteres, i en un 33,3% no eren unitats familiars. En el 29,3% dels habitatges hi vivien persones soles el 12,6% de les quals corresponia a persones de 65 anys o més que vivien soles. El nombre mitjà de persones vivint en cada habitatge era de 2,43 i el nombre mitjà de persones que vivien en cada família era de 3,01.
Per edats la població es repartia de la següent manera: un 22,5% tenia menys de 18 anys, un 9,7% entre 18 i 24, un 24,7% entre 25 i 44, un 24,4% de 45 a 60 i un 18,8% 65 anys o més.
L'edat mediana era de 40 anys. Per cada 100 dones de 18 o més anys hi havia 74,5 homes.
La renda mediana per habitatge era de 26.250$ i la renda mediana per família de 33.036$. Els homes tenien una renda mediana de 25.750$ mentre que les dones 17.180$. La renda per capita de la població era de 13.779$. Entorn del 22,7% de les famílies i el 28,8% de la població estaven per davall del llindar de pobresa.

## Poblacions properes
El següent diagrama mostra les poblacions més properes.